# Roland Spranger
Roland Spranger (* 15. April 1963) ist ein deutscher Autor, Schauspieler und Regisseur.

## Leben
1987 gründete er die Theatergruppe Larpurlahr, in der er bis 2002 als Regisseur und Schauspieler tätig war. Danach widmete er sich gänzlich dem Schreiben und Live-Literatur-Projekten.
Im April 2018 kam sein Krimi Tiefenscharf auf Platz 7 der Krimibestenliste.
Roland Spranger ist Vater von drei Kindern und lebt in Hof.

## Werke

### Theaterarbeiten
- Tiefseefische – (Uraufführung am Südthüringischen Staatstheater Meiningen, 1999)
- Tsunami – (UA Südostbayerisches Städtetheater Landshut/Passau, 2000)
- Junimond – (UA Gostner Hoftheater Nürnberg, 2005)
- Pinguine – (UA Theater Vorpommern Greifswald/Stralsund, 2005/2006)
- Halbmarathon (präsentiert bei den Deutsch-Französischen-Autorentagen in Karlsruhe und Straßburg, 2009)
- Das Comeback des Jahres (UA Landestheater Detmold, 2012)[2]
- Anarchoschnitzel schrieen sie (nach dem gleichnamigen Roman von Oliver Maria Schmitt) – (UA Studio Theater Stuttgart 2012)[3]
- Leuchtmoos (UA Junges Theater Lörrach, 2014)
- Hungerleider (UA Theater Hof, 2015)
- Affe auf Lava (UA Theater Ansbach, 2015)
- WORK (UA Theater Hof, 2017)
- Der Rest (UA Theater Hof, 2020)
- White Power Barbies (UA Theater Hof, 2022)[4][5]
- Dämon (UA Theater Hof, 2024)

Die meisten der Stücke sind im Hartmann & Stauffacher Verlag (Köln) erschienen.

### Romane
- ThRAX (Roman); Rake Verlag, Kiel (2002). ISBN 978-3-931-47637-3
- Kriegsgebiete (Thriller); Bookspot Verlag, München (2012). ISBN 978-3-937-35754-6
- Elementarschaden (Roman); Bookspot Verlag, München (2013). ISBN 978-3-937-35796-6
- Tiefenscharf (Kriminalroman); Polar Verlag, Hamburg (2018). ISBN 978-3-9451-3359-0

### Erzählungen
- A Kind of Blue (Short Stories); Edition Outbird Verlag, Gera (2021). ISBN 978-3-948887-13-1
- Die Kunst der Bauchlandung (Erzählband); Edition Outbird Verlag, Gera (2025). ISBN 978-3-948887-81-0

## Preise und Einladungen
- 1994 – Lobende Erwähnung bei der Vergabe des Dramatikerpreises der Theatergemeinden wegen „besonderer Qualität“
- 1998 – Einladung zu dem Autorentheatertagen am Staatstheater Hannover durch die Jurorin Petra Kohse (taz).
- 2009 – Einladung zu den Deutsch-Französischen-Autorentagen in Karlsruhe und Straßburg
- 2013 – Friedrich-Glauser-Preis in der Sparte „Roman“.
- 2016 – Nominierung für den Friedrich-Glauser-Preis in der Sparte „Bester Kurzkrimi“.
- 2017 – Künstler des Monats Februar 2017 in der europäischen Metropolregion Nürnberg.
- 2024 – Stadtschreiber in Weißenburg in Bayern